# Lincoln County (Nevada)
Lincoln County is een county in de Amerikaanse staat Nevada.
De county heeft een landoppervlakte van 27.541 km² en telt 4.165 inwoners (volkstelling 2000). De hoofdplaats is Pioche.

## Bevolkingsontwikkeling

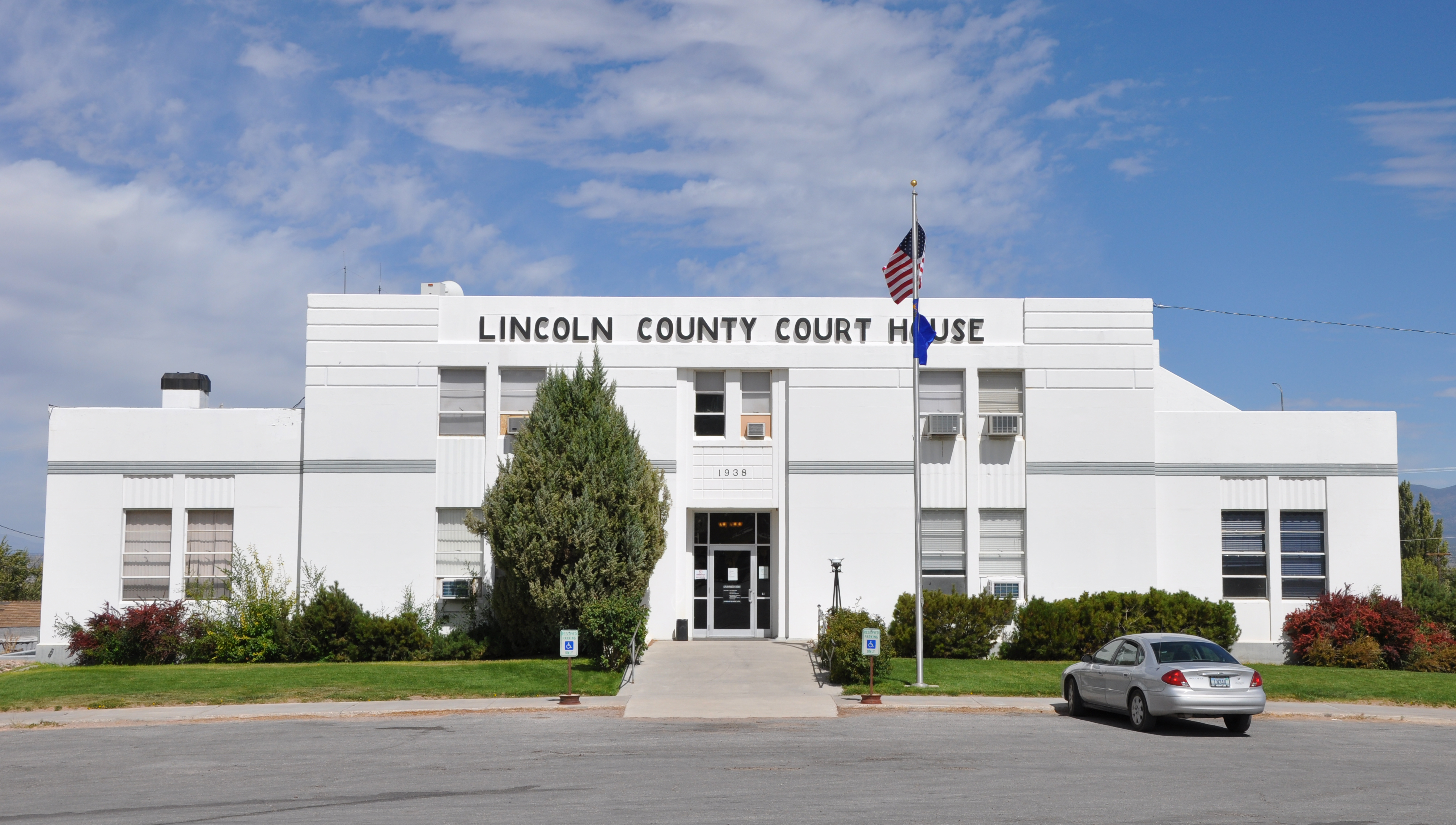
Lincoln County Courthouse

County's: Churchill · Clark · Douglas · Elko · Esmeralda · Eureka · Humboldt · Lander · Lincoln · Lyon · Mineral · Nye · Pershing · Storey · Washoe · White Pine
Onafhankelijke stad: Carson City